# William Frederick Eberlein
William Frederick Eberlein (Shawano, 25 de junho de 1917 — Rochester (Nova Iorque), 1986) foi um matemático estadunidense.
Eberlein estudou de 1936 a 1942 na Universidade de Wisconsin e na Universidade Harvard, onde obteve o doutorado em 1942 com a tese Closure, Convexity, and Linearity in Banach Spaces, orientado por Marshall Harvey Stone. Trabalhou no Instituto de Estudos Avançados de Princeton (1947-1948), na Universidade de Wisconsin (1948-1955), na Wayne State University (1955-1956) e a partir de 1957 na Universidade de Rochester, onde permaneceu até morrer.
Suas áreas principais de trabalho na matemática foram análise, teoria ergódica e teorema do valor médio, integração numérica, análise funcional e análise harmônica. Eberlein trabalhou também com física teórica, envolvendo-se com modelos do espaço-tempo e física quântica, em especial com simetria e espinores.